# Рурал Вали (Пенсилванија)
Рурал Вали (енгл. Rural Valley) град је у америчкој савезној држави Пенсилванија.

## Демографија
По попису из 2010. године број становника је 876, што је 46 (-5,0%) становника мање него 2000. године.
| Група             | 2000.       | 2010.       |
| Белци             | 906 (98,3%) | 867 (99,0%) |
| Афроамериканци    | 5 (0,5%)    | 2 (0,2%)    |
| Азијати           | 0 (0,0%)    | 0 (0,0%)    |
| Хиспаноамериканци | 1 (0,1%)    | 4 (0,5%)    |
| Укупно            | 922         | 876         |